# Paulo Nigro
Paulo de Jesus Nigro Júnior (São Paulo, 11 de janeiro de 1984) é um ator brasileiro.

## Carreira
Em 1996 fez sua estreia como ator na telenovela Colégio Brasil, mas foi apenas em 1997 que ganhou reconhecimento ao participar de Chiquititas, onde ficou nas duas primeiras temporadas, interpretando Júlio. Junto com com outras ex-Chiquititas, integrou o grupo As Crianças mais Amadas do Brasil entre 1999 e 2000 e lançou um álbum também chamado: As Crianças mais Amadas do Brasil.
Em 2002 interpretou Gilberto "Gigante" Soares, um dos cinco protagonistas no seriado Ilha Rá-Tim-Bum, que deu origem ao filme O Martelo de Vulcano no ano seguinte. Em 2003 passou a fazer parte do elenco da décima temporada de Malhação, como o antagonista Murilo, ex-namorado de Luiza (Manuela do Monte). Ainda na Rede Globo passou por séries como JK, onde interpretou Luis Felipe Cavallini, e Amazônia, de Galvez a Chico Mendes. Em 2007 assinou contrato com a Rede Record, passando a fazer parte do elenco da trilogia Caminhos do Coração. Em 2010 co-protagonizou a série A História de Ester.

## Filmografia

### Televisão
| Ano     | Título                             | Personagem                | Notas                                |
| ------- | ---------------------------------- | ------------------------- | ------------------------------------ |
| 1996    | Colégio Brasil                     | Gustavo Reis (Guga)       |                                      |
| 1997–98 | Chiquititas Brasil                 | Júlio                     | Temporadas 1–2                       |
| 1999–00 | As Aventuras de Tiazinha           | Marcelo                   |                                      |
| 2002    | PontoCom                           | Apresentador              |                                      |
| 2002    | Ilha Rá-Tim-Bum                    | Gilberto Soares (Gigante) |                                      |
| 2003–04 | Malhação                           | Murilo Andrade Brito      | Temporadas 10–11                     |
| 2005    | Meu Cunhado                        | Théo                      | Episódio: "A Casa dos Espíritos"     |
| 2006    | JK                                 | Luis Felipe Cavallini     |                                      |
| 2007    | Amazônia, de Galvez a Chico Mendes | Tavinho                   |                                      |
| 2007    | Caminhos do Coração                | Antônio Mayer (Toni)      |                                      |
| 2008    | Os Mutantes                        | Antônio Mayer (Toni)      |                                      |
| 2009    | Promessas de Amor                  | Antônio Mayer (Toni)      |                                      |
| 2010    | A História de Ester                | Aridai                    |                                      |
| 2013    | José do Egito                      | Siquém                    |                                      |
| 2014    | Milagres de Jesus                  | Elizel                    | Episódio: "A Cura da Mão Ressequida" |
| 2014    | Onde Está Você?                    | Daniel                    | Especial de fim de ano               |
| 2015    | Os Dez Mandamentos                 | Paser (jovem)             | Episódios: "23–24 de março"          |
| 2022–23 | O Rei da TV                        | Gugu Liberato             |                                      |

### Cinema
| Ano  | Título                             | Personagem                | Notas           |
| ---- | ---------------------------------- | ------------------------- | --------------- |
| 2002 | Gastronomicidas                    | Edu                       | Curta-metragem  |
| 2003 | O Martelo de Vulcano               | Gilberto Soares (Gigante) |                 |
| 2004 | Os 3 Clones                        | Elmo                      | Curta-metragem. |
| 2005 | Mais Uma Vez Amor                  | Rodrigo (jovem)           |                 |
| 2006 | O Cavaleiro Didi e a Princesa Lili | Galante                   |                 |
| 2016 | Os Dez Mandamentos                 | Paser (jovem)             |                 |
| 2019 | Words to Live By                   | Bartender                 | Curta-metragem  |
| 2019 | Malady                             | Brandon                   |                 |

## Teatro
| Ano  | Título                  | Notas                                                               | Refs.  |
| ---- | ----------------------- | ------------------------------------------------------------------- | ------ |
| 1990 | Sóror Angélica          | De Giaccomo Puccini, dir: Bia Lessa, Teatro Municipal de São Paulo. |        |
| 2005 | Falou Amizade           | Projeto Escola RJ/SP.                                               | [ 20 ] |
| 2005 | Beijo na Boca           | Produção Plano 6, dir.Carlos Thiré, Portugal                        | [ 21 ] |
| 2006 | Jovem Estudante Procura | Projeto Escola, Circuito Nacional                                   | [ 22 ] |

## Discografia
| Ano  | Título                            |
| ---- | --------------------------------- |
| 1999 | As Crianças Mais Amadas do Brasil |